# 23 gennaio
Il 23 gennaio è il 23º giorno del calendario gregoriano. Mancano 342 giorni alla fine dell'anno (343 negli anni bisestili).

## Eventi
- 393 – L'imperatore romano Teodosio I proclama co-imperatore suo figlio Onorio, di soli otto anni
- 971 – Usando le balestre, le truppe della dinastia Song sconfiggono il corpo di elefanti da guerra degli Han meridionali a Shao
- 1264 – Nel corso del conflitto fra Enrico III d'Inghilterra e i baroni ribelli guidati da Simon de Montfort, il re Luigi IX di Francia emette la Mise of Amiens, una decisione unilaterale a favore di Enrico che in seguito porterà alla seconda guerra dei baroni
- 1368 – Zhu Yuanzhang sale al trono della Cina come imperatore Hongwu, dando inizio al dominio della dinastia Ming sulla Cina, che durerà per tre secoli
- 1556 – Terremoto dello Shaanxi: fra i più disastrosi terremoti della storia, con epicentro nella provincia dello Shaanxi in Cina; si stima abbia causato la morte di circa 830000 persone
- 1570 – L'assassinio del reggente James Stewart, conte di Moray, getta la Scozia nella guerra civile
- 1571 – Apre a Londra la Royal Exchange
- 1579 – L'Unione di Utrecht costituisce una repubblica protestante nei Paesi Bassi
- 1719 – L'imperatore Carlo VI decreta che le contee di Vaduz e Schellenberg vengano promosse allo status di principato con il nome di Liechtenstein, come riconoscimento per i servigi di Antonio Floriano del Liechtenstein
- 1789 – Il Georgetown College di Washington diventa il primo college cattolico degli Stati Uniti
- 1799 – Le truppe francesi entrano a Napoli, istituendo la Repubblica partenopea
- 1831 – Il Belgio adottata la sua attuale bandiera dopo aver ottenuto indipendenza dai Paesi Bassi nell'anno precedente
- 1896 – Wilhelm Conrad Röntgen esegue per dimostrazione la prima radiografia a raggi X della storia
- 1904 – La città costiera norvegese di Ålesund viene devastata dal fuoco, lasciando 10'000 persone senza casa; il Kaiser tedesco Guglielmo II aiuterà a ricostruire la città in Jugendstil
- 1920 – I Paesi Bassi rifiutano di consegnare l'ex Kaiser Guglielmo II di Germania agli Alleati
- 1932 – Viene pubblicato il primo numero de La Settimana Enigmistica
- 1933 – Nasce l'Istituto per la Ricostruzione Industriale, con decreto regio, a capo del quale Benito Mussolini chiama Alberto Beneduce
- 1937 – A Mosca 17 importanti esponenti comunisti vengono processati con l'accusa di aver partecipato a un piano guidato da Leon Trotsky per rovesciare il regime di Iosif Stalin e assassinarne i capi
- 1941 – Charles Lindbergh testimonia davanti al Congresso degli Stati Uniti e raccomanda che gli USA negozino un patto di neutralità con la Germania nazista
- 1942 –  Seconda guerra mondiale: battaglia di Rabaul
- 1943
  - Seconda guerra mondiale: i britannici conquistano agli italiani la città di Tripoli
  - Duke Ellington suona per la prima volta alla Carnegie Hall di New York
- 1945 - Nel clima di repressione in seguito al fallito attentato ai danni di Adolf Hitler da parte di Von Stauffenberg, viene ucciso Erwin Planck, figlio di Max Planck e politico vicino al colonnello autore dell'attentato, appena cinque giorni dopo la comunicazione che sarebbe stato graziato
- 1950 – La Knesset approva una risoluzione che dichiara Gerusalemme capitale di Israele
- 1960 – Il batiscafo USS Trieste stabilisce un record di profondità quando scende a 10750 metri nell'Oceano Pacifico
- 1967 – In vista dell'ammissibilità costituzionale di una legge sul divorzio in Italia, papa Paolo VI pronuncia un duro discorso sull'indissolubilità del matrimonio
- 1968 – La Corea del Nord cattura la USS Pueblo (AGER-2), sostenendo che la nave aveva violato le sue acque territoriali in una missione di spionaggio
- 1973
  - Il presidente statunitense Richard Nixon annuncia che è stato raggiunto un accordo di pace per il Vietnam
  - Presso l'Università Bocconi di Milano, a seguito di scontri tra forze dell'ordine e militanti del Movimento Studentesco, restano feriti lo studente Roberto Franceschi, che morirà qualche giorno dopo in seguito alle ferite riportate, e l'operaio Roberto Piacentini
- 1976 – Sandro Munari su Lancia Stratos vince per la seconda volta consecutiva il Rally di Monte Carlo.
- 1978 – La Svezia diventa la prima nazione a vietare gli spray che danneggiano lo strato di ozono che protegge la Terra
- 1986 – Vengono introdotti i primi musicisti nella Rock and Roll Hall of Fame: sono Chuck Berry, James Brown, Ray Charles, Fats Domino, Everly Brothers, Buddy Holly, Jerry Lee Lewis e Elvis Presley
- 1990 – Belgrado: si dissolve la Lega dei Comunisti di Jugoslavia.
- 1994 – Fallisce un attentato mafioso nei pressi dello Stadio Olimpico di Roma in occasione della partita di Serie A Roma-Udinese: una Lancia Thema parcheggiata in Via dei Gladiatori con 120 kg di esplosivo non salta in aria per un difetto del detonatore
- 1997 – Mir Aimal Kasi viene condannato a morte per l'assalto condotto con un fucile nel 1993 fuori dal quartier generale della CIA, che provocò la morte di due persone e il ferimento di altre tre.
- 2001 – Gran Bretagna: la Camera dei Lord autorizza la clonazione di embrioni umani a fini terapeutici.
- 2002 – Il giornalista statunitense Daniel Pearl viene rapito a Karachi, Pakistan.
- 2003 – Ultimo contatto riuscito con la sonda Pioneer 10, uno degli oggetti fabbricati dall'uomo più distanti dalla Terra.
- 2005 – Viktor Juscenko è investito ufficialmente come presidente della repubblica in Ucraina.
- 2008 – A Goma (Repubblica Democratica del Congo), dopo lunghi negoziati, viene firmato un trattato di pace tra le truppe filo-governative e i ribelli guidati dal generale Laurent Nkunda, che pone fine agli scontri nella regione del Kivu; gli scontri si protraevano dalla seconda guerra del Congo.
- 2009 – Laurent Nkunda, capo dei ribelli del Conflitto del Kivu, è sconfitto e arrestato dall'esercito ruandese.
- 2011 – In molte città del Belgio, a causa della grave crisi politica che affligge il paese ormai da mesi, migliaia di persone manifestano contro la politica e l'amministrazione.
- 2012 – Nei calendari lunari asiatici inizia l'anno del dragone.
- 2015 – Salmān bin 'Abd al-'Azīz Āl Sa'ūd assume la carica di re dell'Arabia Saudita dopo la morte del fratellastro 'Abd Allāh.
- 2019 – Juan Guaidó si auto-proclama presidente del Venezuela ad interim venendo riconosciuto dai governi di Stati Uniti, Francia, Regno Unito, Canada, Brasile, Colombia, Paraguay, Argentina, Perù, Ecuador, Cile, Guatemala e Costa Rica.
- 2020 – Il governo cinese, a causa di una pandemia di un nuovo ceppo di coronavirus, mette in quarantena la metropoli di Wuhan, espandendo successivamente il provvedimento a quasi tutta la provincia dell'Hubei. Si tratta della più grande quarantena mai disposta nella storia umana per estensione e numero di persone coinvolte.
- 2022 – Il presidente del Burkina Faso Roch Marc Christian Kaboré viene deposto a seguito di un colpo di stato.

## Nati
Ci sono circa 1 210 voci su persone nate il 23 gennaio; vedi la pagina Nati il 23 gennaio per un elenco descrittivo o la categoria Nati il 23 gennaio per un indice alfabetico.

## Morti
Ci sono circa 570 voci su persone morte il 23 gennaio; vedi la pagina Morti il 23 gennaio per un elenco descrittivo o la categoria Morti il 23 gennaio per un indice alfabetico.

## Feste e ricorrenze

### Religiose
Cristianesimo:
- Sposalizio della Vergine
- Sant'Amasio di Teano, vescovo
- Sant'Andrea Chong Hwa-Gyong, catechista e martire
- Santi Clemente ed Agatangelo, martiri
- Sant'Emerenziana, vergine e martire
- Sant'Ildefonso di Toledo, vescovo
- San Maimbodo
- Santa Messalina di Foligno, martire
- Santi Severiano e Aquila sposi, martiri
- Beato Giovanni Infante, mercedario
- Beata Margherita Molli, mistica